# Indústria eletrônica

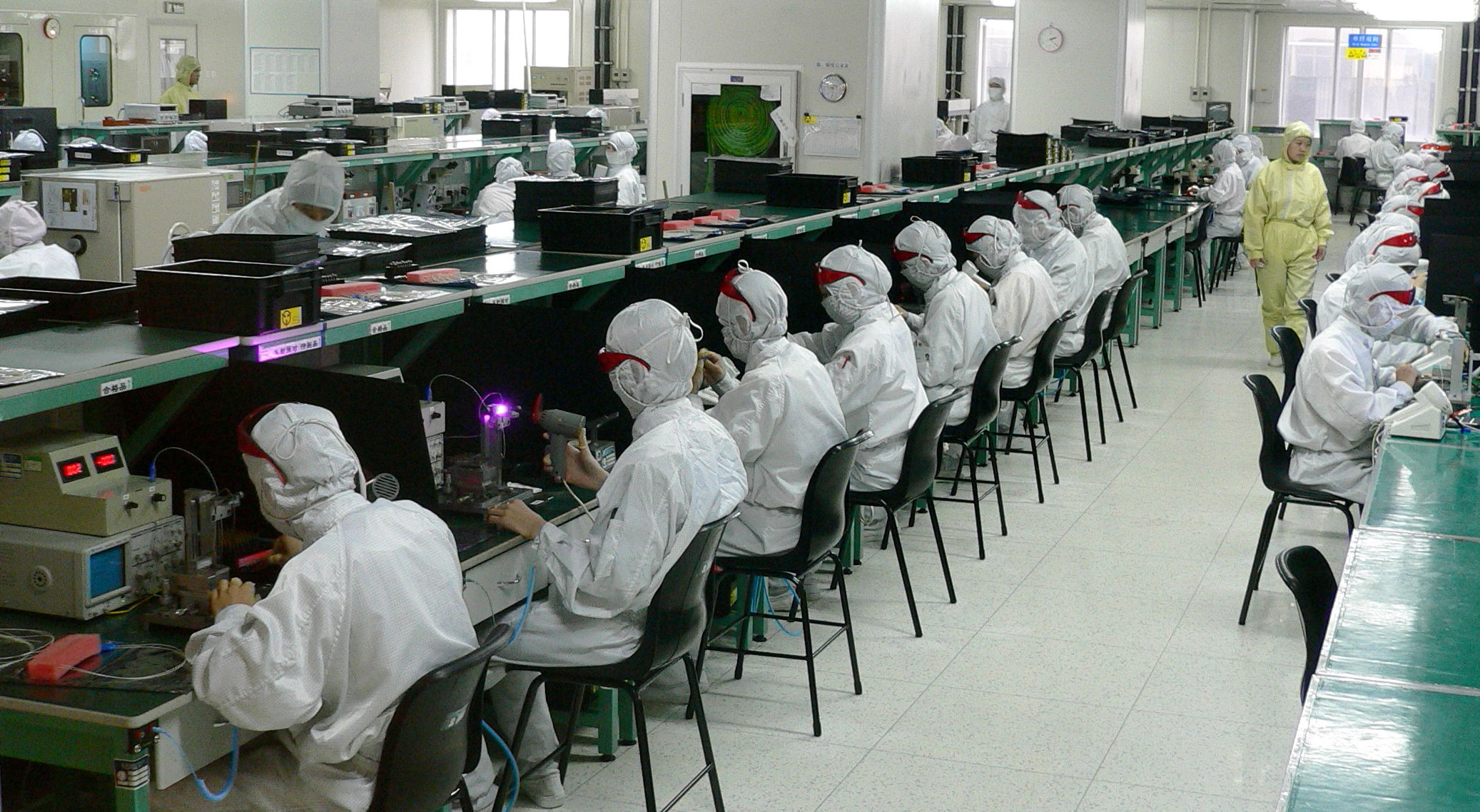
Indústria eletrônica em um dos ambientes de trabalho

A indústria eletrônica (português brasileiro) ou indústria eletrónica (português europeu) é o setor da economia que produz aparelhos eletrônicos. Emergiu no século XX e é hoje uma das maiores indústrias globais. A sociedade contemporânea utiliza um vasto arranjo de aparelhos eletrônicos contruídos em fábricas automatizadas ou semiautomatizadas operadas pela indústria. Os produtos são primariamente montados de transistores metal-óxido-semicondutor (MOSFET) e circuitos integrados, sendo este último feito por fotolitografia e frequentemente em circuitos impressos.[carece de fontes?]
O tamanho da indústria, seu uso de metais tóxicos, e a dificuldade de reciclagem tem levado à uma série de problemas relativos ao lixo eletrônico. Regulações internacionais e legislações ambientais tem sido desenvolvidas para reponder à essas problemáticas.
A indústria dos eletrônicos consiste de vários setores. A força central por trás da indústria inteira é o setor dos semicondutores, que possui um montante de vendas anuais ultrapassando os US$ 481 bilhões em 2018. O maior setor da indústria é o e-commerce, que gerou mais de US$ 29 trilhões em 2017. O dispositivo eletrônico mais manufaturado são os transistores metal-óxido-semicondutor , inventados em 1959, que são a 'motor' da indústria eletrônica.[carece de fontes?]